# Kinkéliba

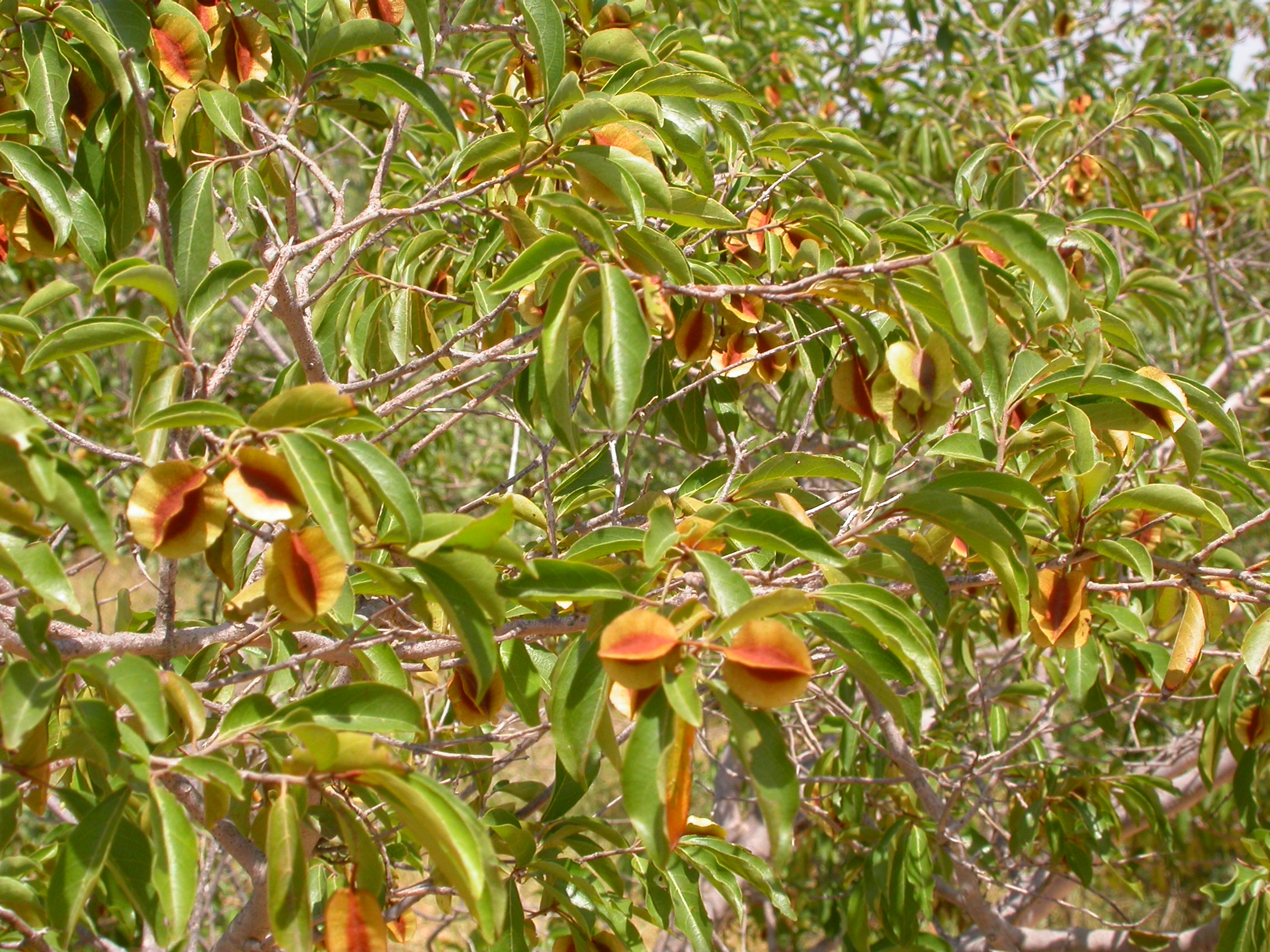
Früchte und Laubblätter

Der Kinkéliba (Combretum micranthum) ist eine Pflanzenart aus der Gattung der Langfäden (Combretum). In der Mandinka-Sprache wird er Kinkiliba genannt und auf Wolof Segweou.

## Vorkommen
Combretum micranthum ist in Westafrika heimisch. Der Kinkéliba ist eine der häufigsten Arten des Tigerbusch und kommt oft auf Inselbergen und Standorten mit Lateritkruste vor.

## Beschreibung
Combretum micranthum wächst als laubabwerfender Strauch und erreicht eine Wuchshöhe bis zu 5 Meter oder als Baum bis zu 10 Meter. Manchmal wächst sie auch als Kletterpflanze viele Meter weit oder hoch.
Die einfachen und kurz gestielten Laubblätter sind gegenständig oder wirtelig zu dritt angeordnet. Sie sind eiförmig bis verkehrt-eiförmig oder elliptisch, ganzrandig, rundspitzig bis bespitzt, bewimpert und unterseits schuppig. Die Nebenblätter fehlen.
Es werden kurze und achselständige, schuppige und behaarte Ähren gebildet. Die sehr kleinen, sitzenden, zwittrigen Blüten sind vierzählig mit doppelter Blütenhülle. Der kleine Blütenbecher ist zweiteilig, der untere, etwa 2 Millimeter lange, stielartige Teil ist röhrig, der obere ist becherförmig. Die dreieckigen Kelchblätter sind klein. Die weißen bis cremefarbenen Petalen sind spatelförmig und 1,5 Millimeter lang. Es sind 8 vorstehende Staubblätter vorhanden. Der unterständige Fruchtknoten ist einkammerig mit kurzem Griffel.
Es werden vierflügelige, eiförmige bis rundliche, rot-braune, bis 1,5 Zentimeter große, einsamige und nicht öffnende Flügelfrüchte gebildet. Die breiten Flügel sind bis 7 Millimeter breit.
Die Chromosomenzahl beträgt 2n = 26.

## Nutzung
Der Kinkéliba (auch in der Schreibweise Quinquéliba) ist gut an das trockene Klima der Sahelzone angepasst und wird als Futterpflanze für Wiederkäuer verwendet. Während der Regenzeit wird es vor allem von Schafen gefressen. Es kommt vor allem in tiefer liegenden Weidegründen vor.
Der Kinkéliba besitzt zahlreiche Anwendungen in der traditionellen Medizin. So wird ein Tee aus den Blättern vorbeugend gegen Malaria getrunken, die frischen Blätter werden gegen Bauchschmerzen und Durchfall gekaut. Ein Sud aus den Wurzeln soll gegen Syphilis und Wurmbefall helfen.